# Le Phare (Andenne)

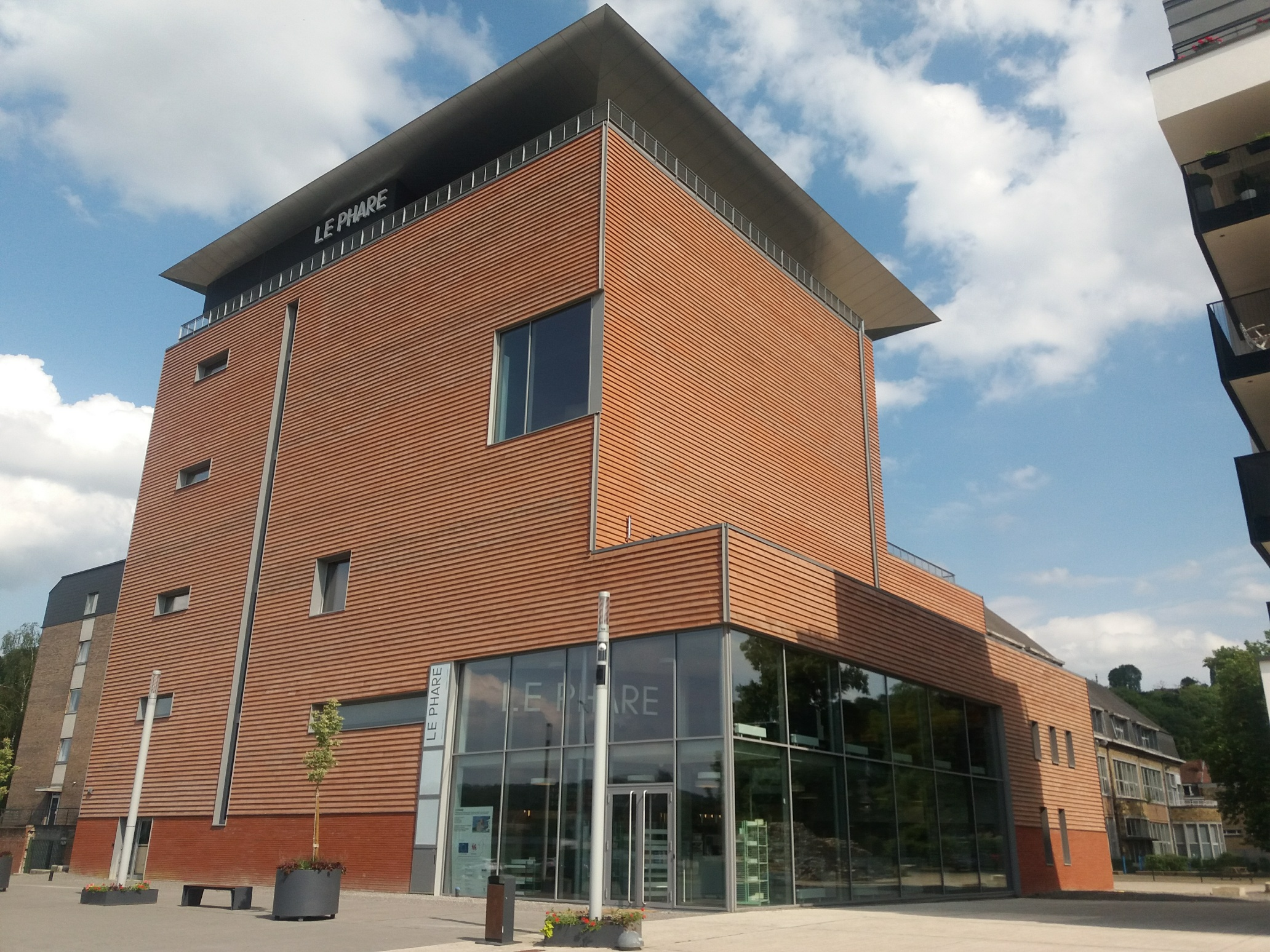
Le Phare in 2020

Le Phare is een cultureel centrum in Andenne in de Belgische provincie Namen. Er huizen diverse instellingen: de openbare bibliotheek, de toeristische dienst en de Espace muséal d'Andenne (EMA). Op de vijfde verdieping is er een panoramisch terras.

## Architectuur
Het met tegels beklede gebouw is ontworpen door de architect Gil Honoré en zijn Luikse bureau AIUD, in samenwerking met Rudy Ricciotti. Het is een passiefbouw die bestaat uit een nieuw gedeelte en uit gerenoveerde gebouwen van de vroegere normaalschool, waaronder het art-decozwembad. Le Phare opende in juni 2020 tijdens de coronacrisis. De bouw kostte 9 miljoen euro en de museale scenografie 1 miljoen euro.

## Activiteiten
De Espace muséal d'Andenne (EMA) bestaat uit twee polen: op de tweede en derde verdieping de collectie aardewerk uit het voormalige  Keramiekmuseum van Andenne en op de vierde verdieping een archeologisch parcours over de vondsten in de grot Scladina. Daar werd onder meer het kaakbeen van een neandertalmeisje opgegraven.
De bibliotheek is ondergebracht in het art-decozwembad uit 1936, dat leegstond sinds de sluiting in 1973. De turquoise wandtegels zijn behouden en het bad is zichtbaar gelaten doorheen de glazen vloer.
Het vrij toegankelijke terras biedt een uitzicht over de stad, de Maas en de omliggende heuvels.

## Voetnoten
1. ↑  Andenne s'offre un "Phare" culturel, La Libre Belgique, 9 oktober 2020
2. ↑  Le Phare: historique de l'École Normale d'Andenne et de sa piscine Art déco, Le Phare (bezocht 11 februari 2025)